# محوطه باستانی بندیان

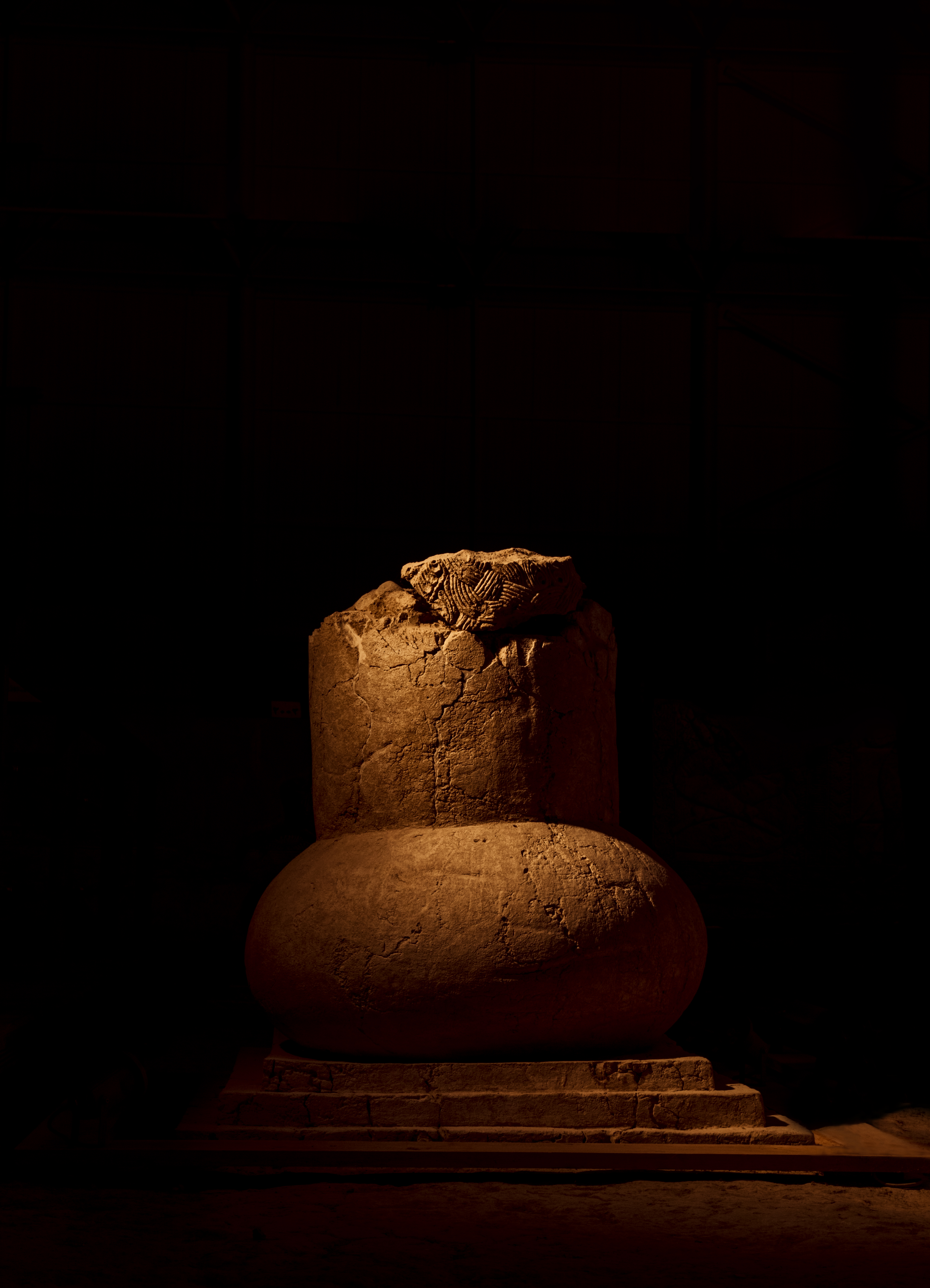
ستون تالار اصلی

محوطه باستانی بندیان مربوط به دوره ساسانیان است و در شمال‌غربی شهر درگز واقع شده و این اثر در تاریخ ۲۴ بهمن ۱۳۷۵ با شمارهٔ ثبت ۱۸۴۶ به‌عنوان یکی از آثار ملی ایران به ثبت رسیده‌است. این اثر یکی از قدیمی ترین آثار باستانی خراسان و شرق کشور است که نشان دهنده قدمت بسیار بالای شهرستان درگز میباشد.
این محوطه باستانی که آتشکده خوانده شده یادگاری از پیروزی بهرام گور بر هون ها می باشد که شامل گچبری هایی حاوی صحنه هایی از شکست هون ها می باشد. هرچند بعدا این گچبری ها در زمان شکست پیروز از هپتال ها عمدا توسط آنها ویران شد.

## منابع

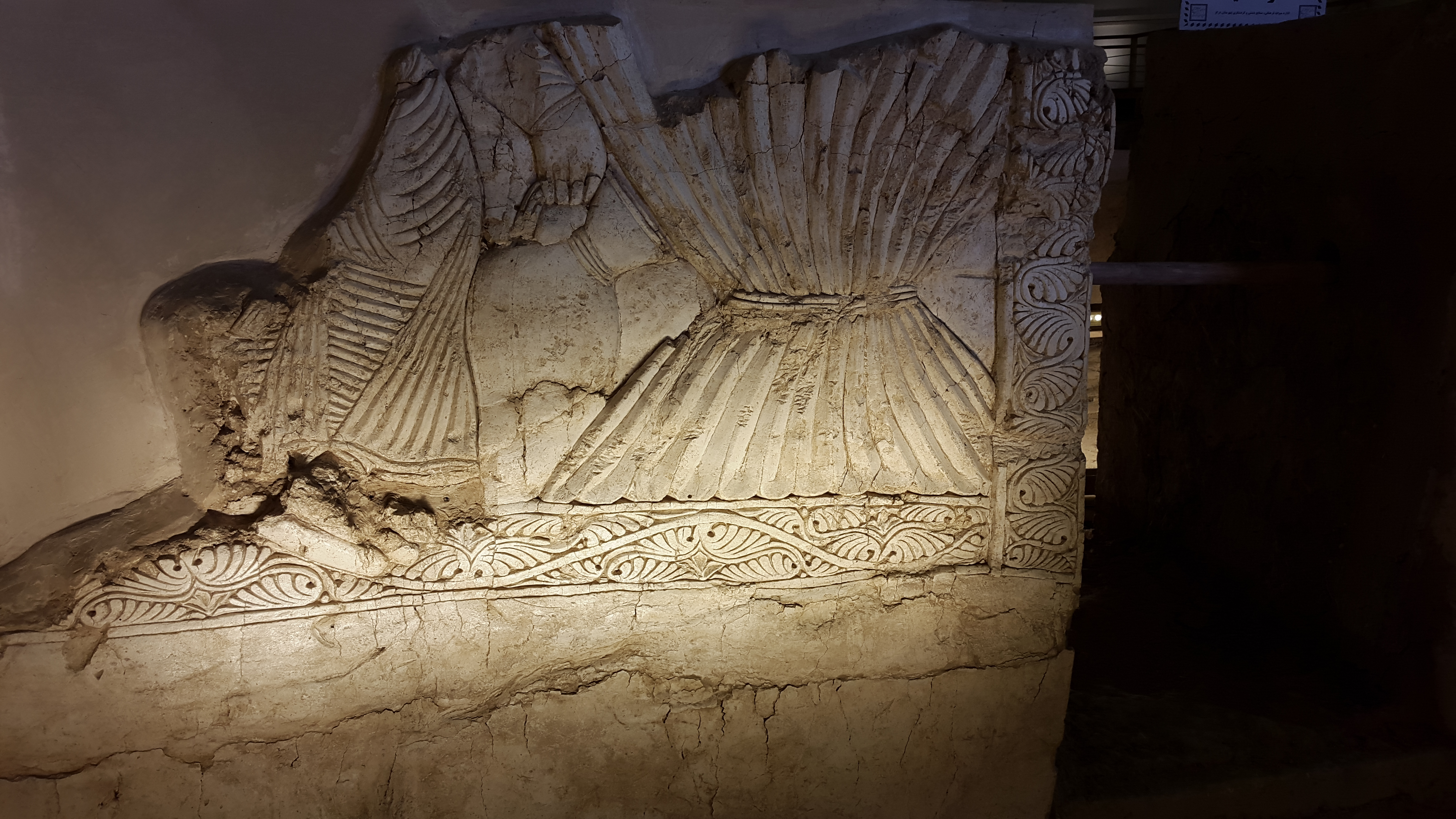
صحنه حضور الهه آناهیتا با کوزه در دست
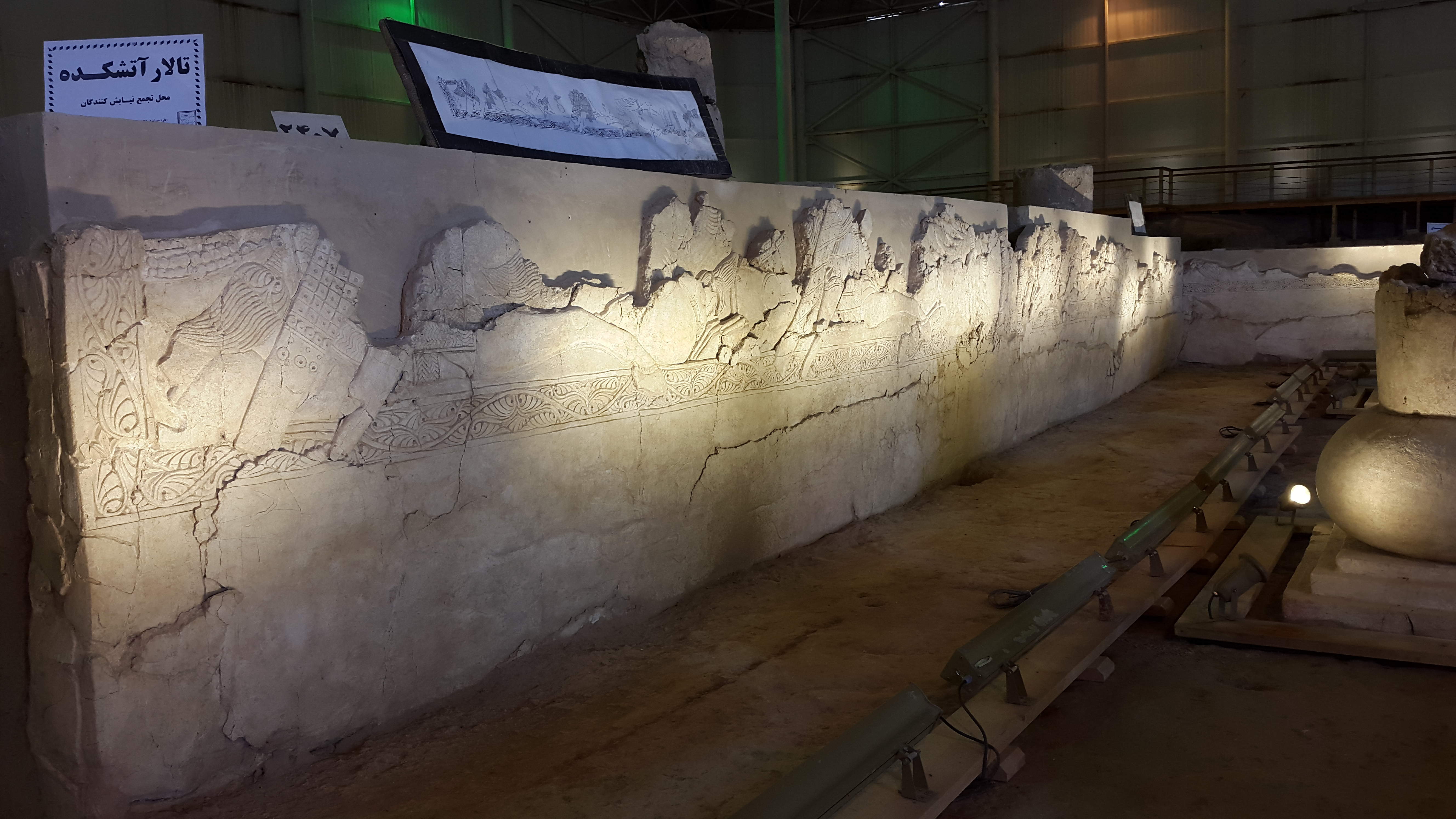
صحنه های گچبری تالار
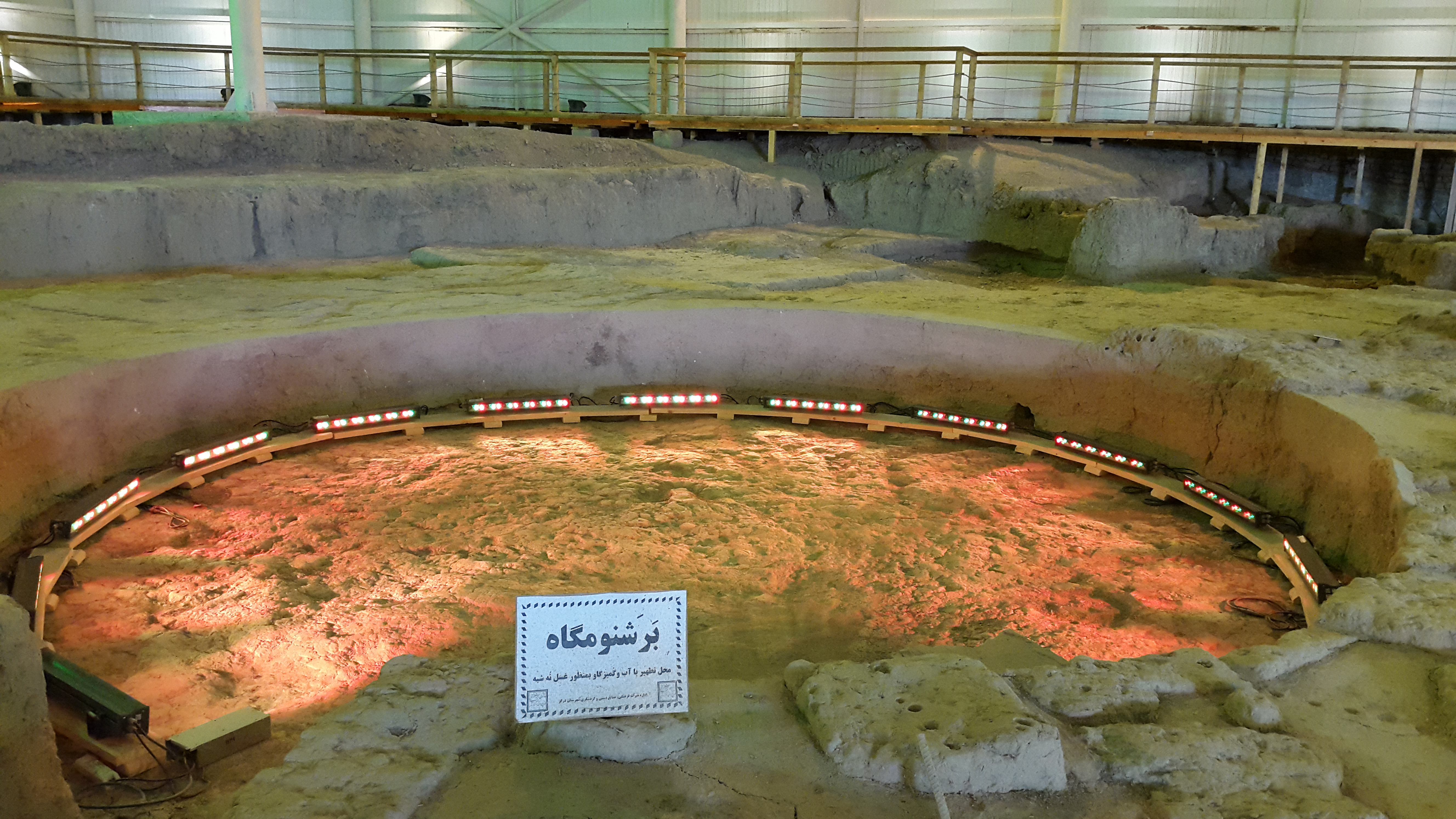
برشونمگاه : جایگاه تطهیر مذهبی
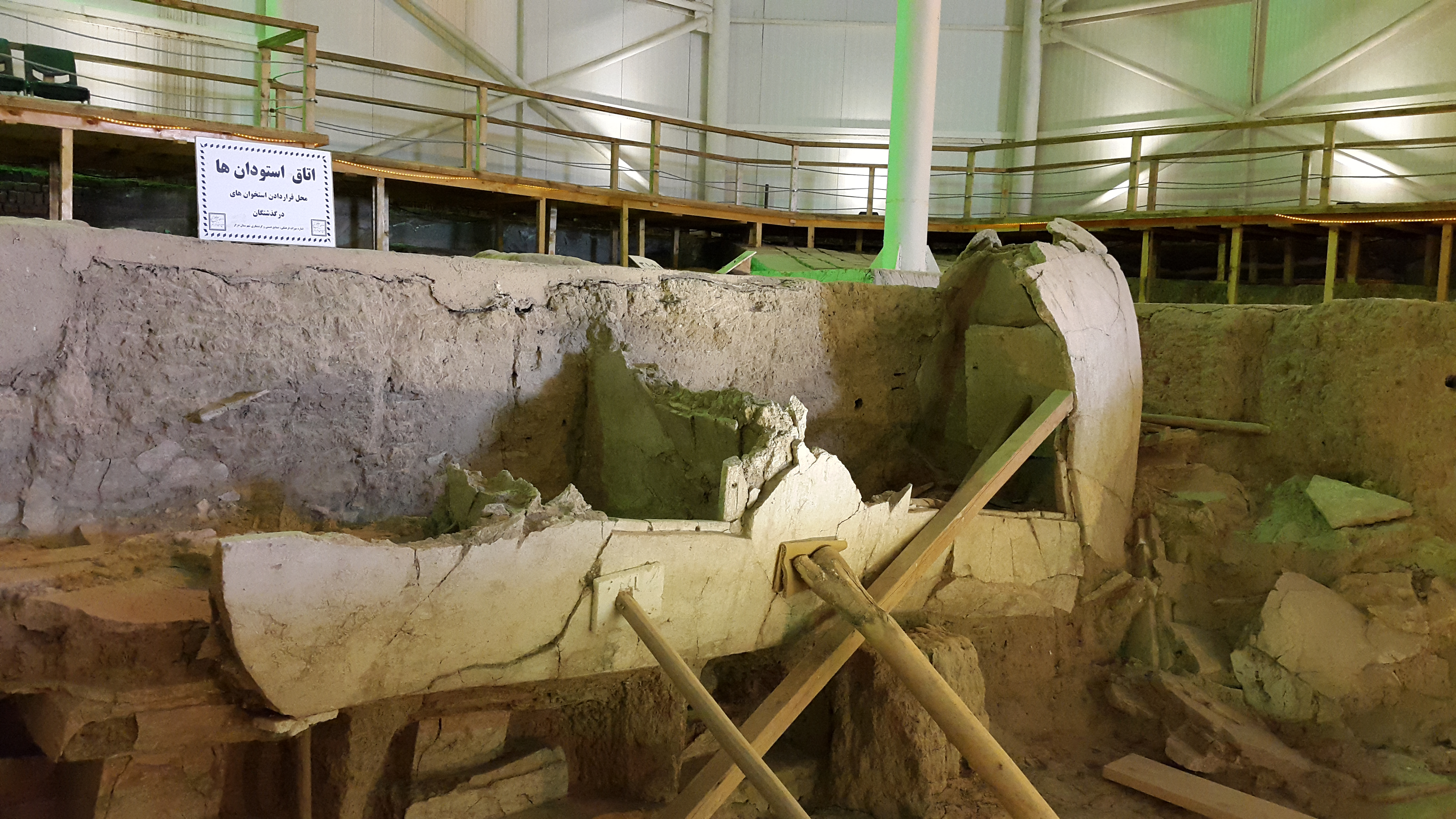
استودان (استخوان دان)
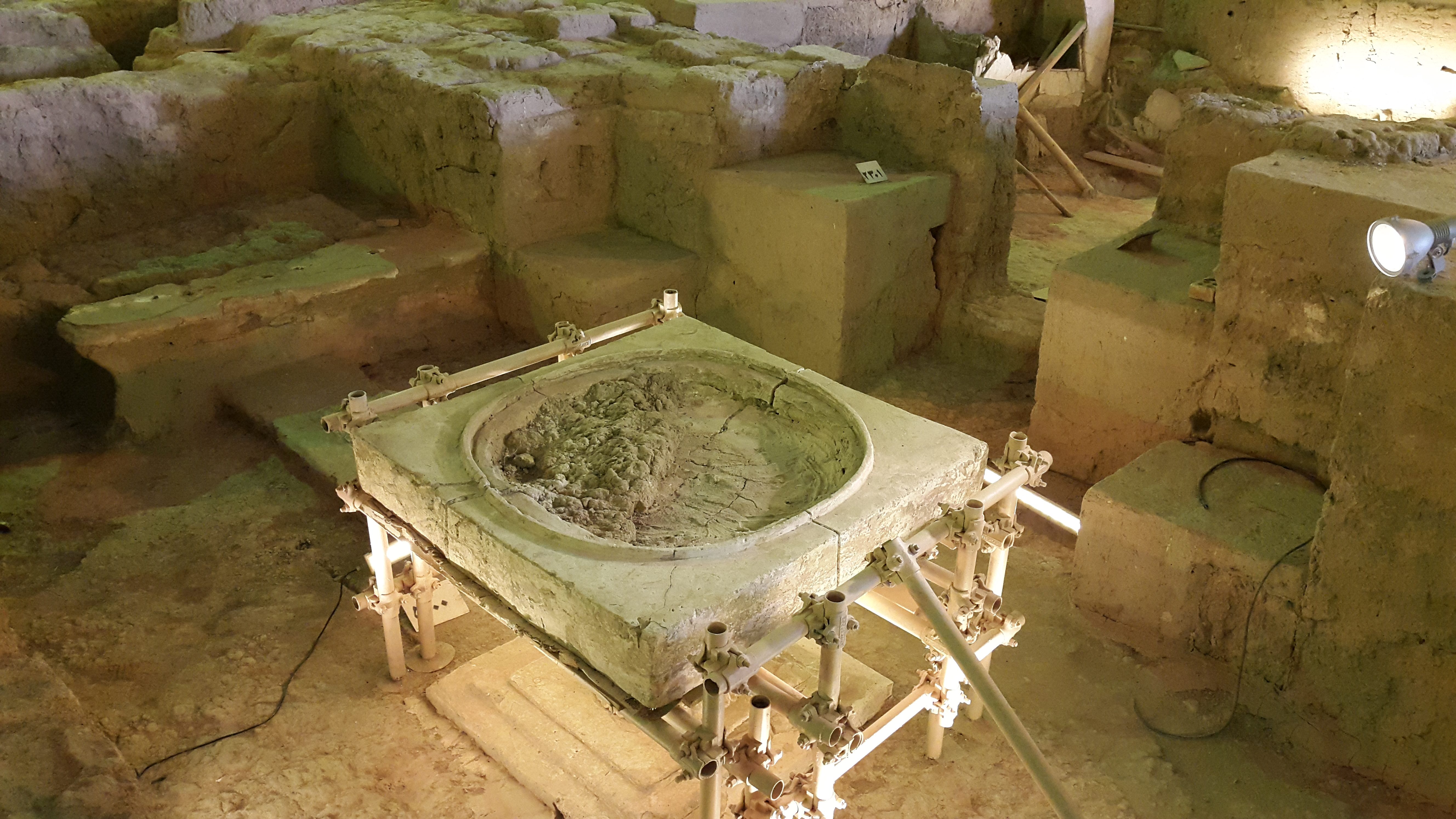
آتشدان

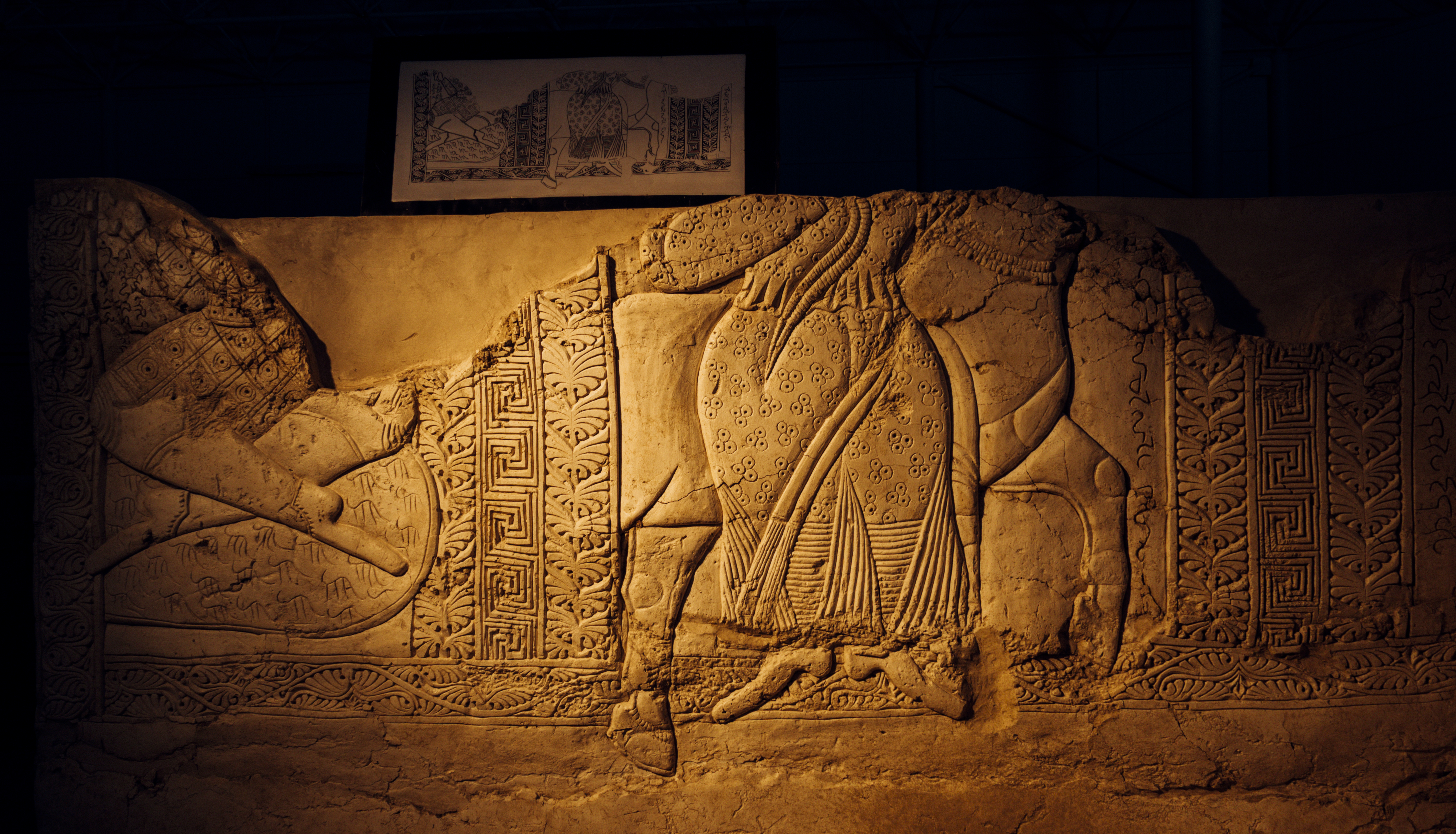

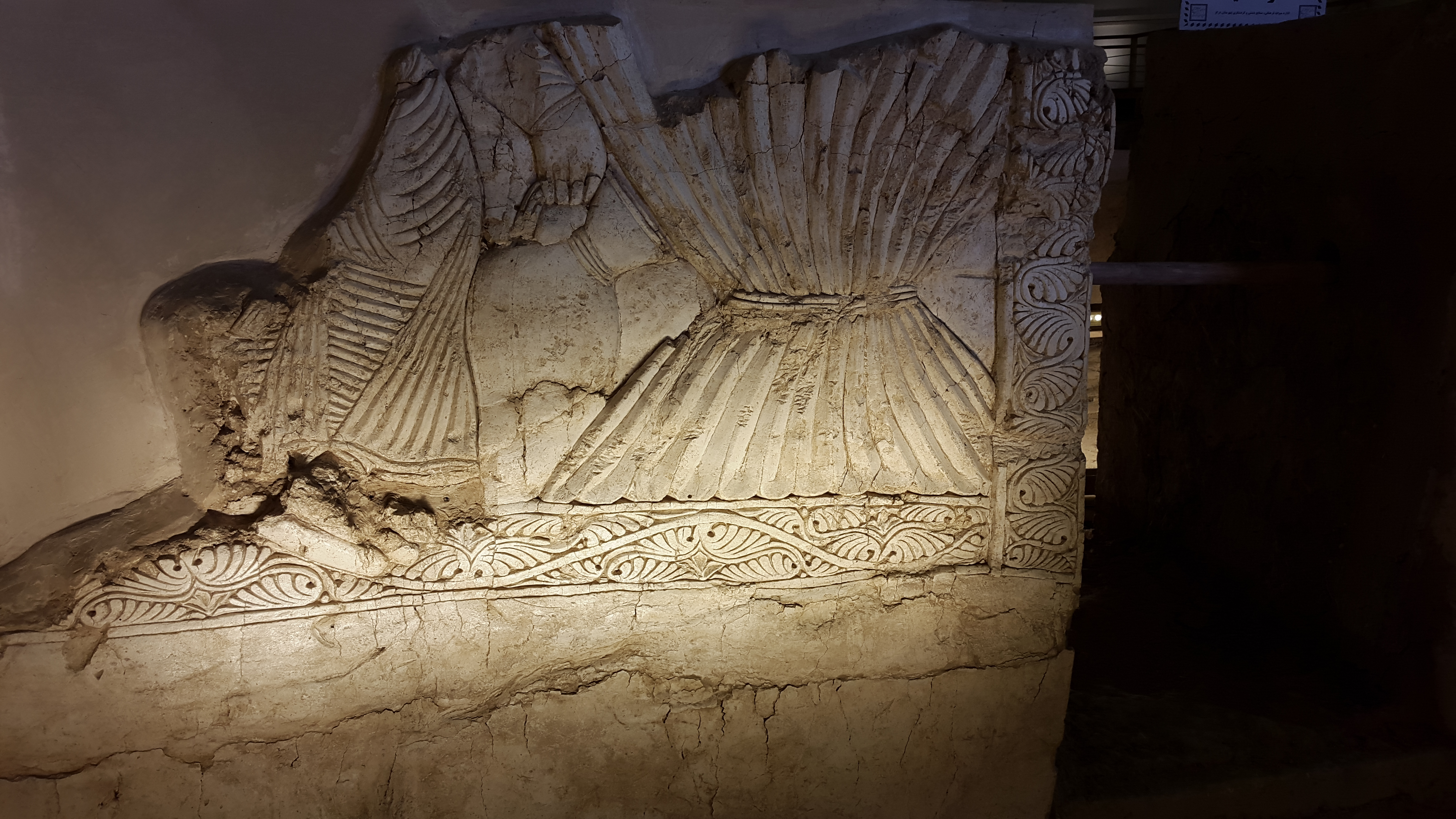